# NGC 5121
NGC 5121 é uma galáxia espiral (Sa) localizada na direcção da constelação de Centaurus. Possui uma declinação de -37° 40' 57" e uma ascensão recta de 13 horas, 24 minutos e 45,4 segundos.
A galáxia NGC 5121 foi descoberta em 26 de Junho de 1834 por John Herschel.